# Raimond van Marle
Valentin Raimond Silvain van Marle (1887, La Haye - 1936, Pérouse) est un sociologue, historien, historien d'art et critique d'art médiéval néerlandais, spécialiste de la peinture italienne. Il est surtout connu pour sa monumentale étude Le développement des écoles de peinture italiennes (The Development of the Italian Schools of Painting) en 19 volumes, publiée de 1923 à 1938. Il a publié en néerlandais, français et anglais.

## Biographie
Il mène ses études à Paris à l'École des chartes[réf. nécessaire] et à l'École pratique des hautes études). En 1910, il est diplômé Docteur-ès-Lettres à la Sorbonne. Ses premiers ouvrages portent sur l'histoire médiévale hollandaise. En 1908, il publie Le Comté de Hollande sous Philippe le Bon. En 1916, il publie une étude en néerlandais sur Maître Eckhart (De mystieke leer van Meister Eckehart).
Après son mariage, il s'installe à Pérouse, où il peut se permettre de vivre sans revenu et de se consacrer uniquement à ses recherches en histoire de l'art.
S'il écrit alors plusieurs études sur la peinture italienne, il est surtout célèbre pour son ouvrage monumental : The Development of the Italian Schools of Painting, qui couvre l'histoire de la peinture italienne de l'époque romane jusqu'à la fin du quattrocento, entamée en 1923, et dont il réussit à publier 17 volumes (sur les 21 envisagés) avant sa mort soudaine en 1936. L'entreprise est alors poursuivie par Frederick Mason Perkins (it) et sa femme Charlotte van Marle, auteure de l'index général et du 19e volume.
Un autre ouvrage important est l'Iconographie de l'art profane au Moyen-Âge et à la Renaissance, et la décoration des demeures publié en 1931-32 en deux volumes, là-aussi œuvre inachevée : à sa mort, on découvrira deux autres volumes en préparation.

## Publications
- Le Comté de Hollande sous Philippe le Bon., La Haye, Martinus Nijhoff, 1908
- Hoorn au Moyen Âge. Son histoire et ses institutions jusqu'au début du seizième siècle., La Haye, Martinus Nijhoff, 1910
- (nl) De mystieke leer van Meister Eckehart., Haarlem, J.W. Boissevain, 1916
- Recherches sur l'iconographie de Giotto et de Duccio., Strasbourg, J.H.E. Heitz, 1920
- Simone Martini et les peintres de son école., Strasbourg, J.H.E. Heitz, 1920
- La peinture romaine au Moyen Âge. Son développement du sixième jusqu'à la fin du treizième siècle., Strasbourg, J.H.E. Heitz, 1921
- (en) The Development of the Italian Schools of Painting. 19 vols., The Haye, Martinus Nijhoff, 1923-38
- Iconographie de l'art profane au Moyen-Âge et à la Renaissance, et la décoration des demeures. 1. La vie quotidienne. 2. Allégories et symboles., La Haye, Martinus Nijhoff, 1931-32
  - traduction italienne des deux premiers volumes : (it) Le scuole della pittura italiana. 2 vols.  (trad. Alba Buitoni.), La Haye/Milan, Martinus Nijhoff/Alfieri & Lacroix, 1938.